# Austrophlebia subcostalis
Austrophlebia subcostalis är en trollsländeart som beskrevs av Günther Theischinger 1996. Austrophlebia subcostalis ingår i släktet Austrophlebia och familjen mosaiktrollsländor. Inga underarter finns listade i Catalogue of Life.